# 里瓦蒙特阿戈迪诺
里瓦蒙特阿戈迪诺（義大利語：Rivamonte Agordino），是意大利威尼托大区贝卢诺省的一个市镇。总面积23.21平方公里，人口679人，人口密度29.3人/平方公里（2009年）。国家统计（ISTAT）代码为025043。